# Johann Heinrich Thöl
Johann Heinrich Thöl, född den 6 juni 1807 i Lybeck, död den 16 maj 1884 i Göttingen, var en tysk jurist.
Thöl, som 1837 blev professor i Göttingen, 1842 i Rostock och 1849 åter i Göttingen, var 1848-49 ledamot av tyska nationalförsamlingen och satt 1847-49 samt 1857–61 i de fyra kommittéer, som hade till uppgift att utarbeta förslag till tysk växellag och tysk handelslag. Hans förnämsta arbete är Das handelsrecht (band 1, 1841, sjätte upplagan 1879; band 2, 1848, fjärde upplagan 1878; band 3, 1880). På handels- och växelrättens område var Thöl en auktoritet.